# Jean-Paul Valabrega
Jean-Paul Valabrega (* 21. Juni 1922 in Saint-Claude; † 25. Januar 2011) war ein französischer Psychoanalytiker.
Valabrega gründete Ende 1960er Jahre mit Piera Aulagnier, François Perrier und Cornelius Castoriadis die Organisation psychanalytique de langue française (OPLF), auch „Quatrième Groupe“ („Vierte Gruppe“) genannt. Diese Gruppe von „Lacanianern ohne Lacan“ sah „ihren Schwerpunkt im klinischen Bereich und (gab) seit 1969 die Zeitschrift Topique heraus“.

## Schriften
- Phantasme, mythe, corps et sens. Payot, Paris 1977.
- Techniques psychothérapeutiques en médecine. Co-Autoren: M. Balint, E. Balint, J. Dupont. Payot, Paris 1970.
- Fondement psycho-politique de la censure. In: Communications. 9 (1967), S. 114–121.
- La Relation Thérapeutique. Flammarion, Paris 1962.